# Yeniköy, Sarıkamış
Yeniköy là một xã thuộc huyện Sarıkamış, tỉnh Kars, Thổ Nhĩ Kỳ. Dân số thời điểm năm 2010 là 550 người.